# Эйягамиль
Эйягамиль (букв. «Милость Эйя») — царь Страны Моря (около 14?? — 1460 годов до н. э.).
Вёл войну против касситов и Элама. Около 1460 года до н. э., в то время как Эйягамиль, очевидно, отправился воевать с эламитами, Улам-Буриаш, брат касситского царя Вавилона Каштилиаша III, воспользовавшись отсутствием царя Страны Моря, напал на Юг, захватил его в плен и казнил, а сам стал царём Страны Моря. Вследствие этого Вавилония фактически была разделена между двумя касситскими царями.